# Политическая система провинции Цзилинь
Политическая система провинции Цзилинь, как и вся политическая система КНР, является сочетанием партийной и государственной власти.
Губернатор провинции Цзилинь является высшим должностным лицом Народного правительства провинции Ляонин, однако он имеет меньше власти, чем секретарь провинциального комитета КПК.

## Список секретарей Цзилиньского провинциального комитета КПК
- 1949—1952: Лю Сиу
- 1952—1955: Ли Мэнлин
- 1955—1966: У Дэ
- 1966—1967: Чжао Линь
- 1967—1977: Ван Вэйсян
- 1977—1981: Ван Эньмао
- 1981—1985: Цзян Сяочу
- 1985—1987: Гао Ди
- 1988—1995: Хэ Чжукан
- 1995—1998: Чжан Дэцзян
- 1998—2006: Ван Юнькунь
- 2006 — н.вр.: Ван Минь

## Список губернаторов провинции Цзилинь
- 1950—1952: Чжоу Чихэн
- 1952—1967: Ли Ювэнь
- 1968—1977: Ван Вэйсян
- 1977—1980: Ван Эньмао
- 1980—1982: Юй Кэ
- 1982—1983: Чжан Гэньшэн
- 1983—1985: Чжао Сю
- 1985—1987: Гао Дэчжань
- 1987—1989: Хэ Чжукан
- 1989—1992: Ван Чжунъюй
- 1992—1995: Гао Янь
- 1995—1998: Ван Юнькунь
- 1998—2004: Хун Ху
- 2004—2006: Ван Минь
- 2006—2009: Хань Чанфу
- 2009 — наст.вр.: Ван Жулинь